# Ottó Török
Ottó Török (Csillaghegy, 1 de novembro de 1937) é um ex-pentatleta húngaro, bicampeão olímpico.

## Carreira
Ottó Török representou seu país nos Jogos Olímpicos de 1964, na qual conquistou a medalha de bronze, no pentatlo moderno por equipes, em 1968.
É irmão de Ferenc Török.